# Serruria brownii
Serruria brownii är en tvåhjärtbladig växtart som beskrevs av Meissn.. Serruria brownii ingår i släktet Serruria och familjen Proteaceae. Inga underarter finns listade i Catalogue of Life.